# Marston Morse

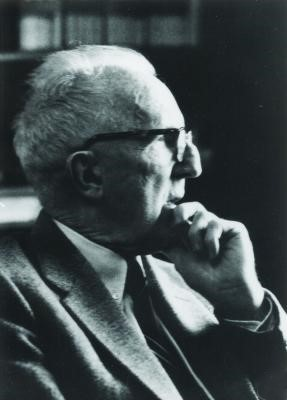
Marston Morse

Harold Calvin Marston Morse (Waterville, Maine 24 maart 1892 – Princeton, New Jersey, 22 juni 1977) was een Amerikaans wiskundige die het meest bekend is voor zijn werk op het gebied van de variatierekening in het groot, een onderwerp waarin hij de techniek van de differentiaaltopologie, nu bekend als de Morse-theorie, introduceerde. In 1933 werd hij bekroond met de Bôcher Memorial Prize voor zijn werk op het gebied van de wiskundige analyse.